# LIVE 弾き語りばったり
 『LIVE 弾き語りばったり #7 〜ウルトラタブン〜 全会場から全曲収録』（らいぶひきがたりばったり - ぜんかいじょうからぜんきょくしゅうろく）は、2008年11月19日に発売されたKAN初のライブ・アルバム。

## 解説
2008年の開催単身弾き語りツアー「弾き語りばったり#7」音源を副題通りライブを行った各会場から1曲ずつ収録。

## 収録曲
作詞・作曲：KAN（M7・M9除く）
1. 君を待つ
2. 何の変哲もない Love Song[2]
3. まゆみ
4. 永遠
5. 朝日橋
6. プロポーズ
7. ALLENTOWN
  - 作詞・作曲：ビリー・ジョエル
  - ビリー・ジョエルのカバー
8. REGRETS
9. 抱きしめたい
  - 作詞・作曲：桜井和寿
  - Mr.Childrenのカバー
10. 世界でいちばん好きな人
11. Songwriter
12. Day By Day
13. 50年後も
14. 今度君に会ったら
15. 今年もこうして二人でクリスマスを祝う